# Demografia Argentinei
| Structura rasială a Argentinei | Structura rasială a Argentinei | Structura rasială a Argentinei | Structura rasială a Argentinei | Structura rasială a Argentinei |
| ------------------------------ | ------------------------------ | ------------------------------ | ------------------------------ | ------------------------------ |
| Rasă                           |                                |                                | Procent                        |                                |
| Albi                           | Albi                           |                                | 89.7%                          | 89.7%                          |
| Metiși                         | Metiși                         |                                | 8.5%                           | 8.5%                           |
| Amerindieni                    | Amerindieni                    |                                | 1.6%                           | 1.6%                           |
| Asiatici                       | Asiatici                       |                                | 0.2%                           | 0.2%                           |

Populația Argentinei: 40.117.096 (2011)
- Creștere anualǎ: 1,00% (2012)
- Natalitate: 17,3 la 1000 (Fertilitate 2,3 nașteri/femeie, Mortalitate infantilă 10,5 la 1000)
- Mortalitate: 7,3 la 1000
- Speranță de viață: 74,0 la bǎrbați și 80,5 la femei
- Infectare cu HIV-SIDA: 0,5% din populație (2011)
- Alfabetizare: 97,2%
- Populație urbanǎ: 92%